# Mulab-e Olya
Mulab-e Olya (em persa: مولاب عليا, também romanizada como Mūlāb-e ‘Olyā; também conhecida como Kelāt, Mūlāb, Mūlāb-e Bālā e Ţāqeh Mūlāb) é uma aldeia do distrito rural de Murmuri, no distrito de Kalat, no condado de Abdanan, na província de Ilam, Irã.
No censo de 2006, sua população era de 112 habitantes, em 25 famílias.